# Lijst van burgemeesters van Breukelen
Dit is een lijst van burgemeesters van de voormalige Nederlandse gemeente Breukelen in de provincie Utrecht. Afgezien van de periode 1818 tot 1850 hadden Breukelen-Sint Pieters en Breukelen-Nijenrode dezelfde burgemeester. In 1857 hield Portengen op te bestaan en ging grotendeels op in Breukelen-Nijenrode. Op 1 januari 1949 fuseerde Breukelen-Sint Pieters en Breukelen-Nijenrode tot de gemeente Breukelen en op 1 januari 2011 werden de gemeenten Breukelen, Loenen en Maarssen samengevoegd tot de nieuwe gemeente Stichtse Vecht.
| Ambtsperiode | Naam burgemeester     | Partij of stroming | Bijzonderheden |
| ------------ | --------------------- | ------------------ | -------------- |
| 1811 - 1818  | Pieter Augustus Voigt |                    | schout         |

## Breukelen-Sint Pieters (1818-1949)
| Ambtsperiode                                                | Naam burgemeester       | Partij of stroming | Bijzonderheden |
| ----------------------------------------------------------- | ----------------------- | ------------------ | --- |
| 1818 - 1819                                                 | Hubertus van der Linden |                    | schout |
| 1819 - 1850                                                 | Jan van den Andel       |                    | tot 1825 schout; tevens burgemeester van Tienhoven (1839?-1850) en Portengen (1827-1850), later van Ruwiel (1850-1852) |
| 1850 - 1855                                                 | Joan Vlug               |                    | tevens burgemeester van Breukelen-Nijenrode (1839-1855)                                                                |
| voor vervolg zie lijst voor Breukelen-Nijenrode (1818-1949) |                         |                    | |

## Breukelen-Nijenrode (1818-1949)
| Ambtsperiode | Naam burgemeester                                             | Partij of stroming | Bijzonderheden |
| ------------ | ------------------------------------------------------------- | ------------------ | --- |
| 1818 - 1839  | Pieter Augustus Voigt                                         |                    | schout/burgemeester; tevens schout/burgemeester van Tienhoven (1817-1839?)                                                     |
| 1839 - 1855  | Joan Vlug                                                     |                    | tevens burgemeester van Breukelen-Sint Pieters (1850-1855), Tienhoven (1850-1855), Ruwiel (1852-1855) en Portengen (1850-1855) |
| 1855 - 1862  | Jhr.mr. J.P.A.L. Ram                                          |                    | tevens burgemeester van Breukelen-Sint Pieters, Tienhoven, Ruwiel (alle drie 1855-1862) en Portengen (tot opheffing in 1857)   |
| 1862 - 1867  | G.D. Duuring                                                  |                    | tevens burgemeester van Breukelen-Sint Pieters en Tienhoven                                                                    |
| 1867 - 1872  | Mr Johan (J.A.) Spengler                                      |                    | tevens burgemeester van Breukelen-Sint Pieters en Tienhoven                                                                    |
| 1872 - 1882  | Pieter Lodewijk Albert (P.L.A.) Collard                       |                    | tevens burgemeester van Breukelen-Sint Pieters en Tienhoven, eerder van De Rijp                                                |
| 1882 - 1885  | J.G.E. baron van Ittersum                                     |                    | tevens burgemeester van Breukelen-Sint Pieters en Tienhoven                                                                    |
| 1886 - 1910  | J.Th.A. Braams                                                |                    | tevens burgemeester van Breukelen-Sint Pieters en Tienhoven                                                                    |
| 1910 - 1930  | mr.dr. M.P. Thomassen à Thuessink van der Hoop van Slochteren |                    | tevens burgemeester van Breukelen-Sint Pieters                                                                                 |
| 1930 - 1944  | Jhr.mr. H.H. Röell                                            |                    | tevens burgemeester van Breukelen-Sint Pieters                                                                                 |
| 1944         | C.E. Mühlradt                                                 |                    | waarnemend, tevens waarnemend burgemeester van Breukelen-Sint Pieters                                                          |
| 1944         | J.J.G. Vor der Hake                                           |                    | waarnemend, tevens waarnemend burgemeester van Breukelen-Sint Pieters en burgemeester van Loenersloot en Ruwiel                |
| 1944 - 1945  | J. Molenkamp                                                  |                    | waarnemend, tevens waarnemend burgemeester van Breukelen-Sint Pieters                                                          |
| 1945 - 1946  | Jhr.mr. H.H. Röell                                            |                    | tevens burgemeester van Breukelen-Sint Pieters                                                                                 |
| 1946 - 1949  | Jhr.dr. M.L. van Holthe tot Echten                            |                    | tevens burgemeester van Breukelen-Sint Pieters                                                                                 |

## Breukelen (1949-2011)
| Ambtsperiode | Naam burgemeester                         | Partij of stroming | Bijzonderheden |
| ------------ | ----------------------------------------- | ------------------ | -------------- |
| 1949 - 1952  | Jhr.dr. M.L. van Holthe tot Echten        |                    |                |
| 1953 - 1972  | Thomas (Th.Th.M.H.) Bijleveld             | CHU                |                |
| 1972 - 1979  | mr. Jan Dirk (J.D.) van Ketwich Verschuur | D'66               |                |
| 1979 - 1988  | Herman (H.A.) van Zwieten                 | CHU / CDA          |                |
| 1989 - 2000  | Willem (W.F.E.) baron van der Feltz       | CDA                |                |
| 2001 - 2007  | Frank (F.C.) Dales                        | D66                |                |
| 2007 - 2010  | Ger (G.) Mik                              | PvdA               | waarnemend     |